# Idaddu I
Idaddu I, Idaddu-Inszuszinak, Indattu (ok. 1970–1945 p.n.e.) – król elamicki z dynastii z Simaszki, siostrzeniec Hutran-temti i najprawdopodobniej wnuk Kindattu. Znana jest inskrypcja z opisem jego prac budowlanych w Suzie. Został on królem Simaszki ok. 1970 roku p.n.e., kiedy to ustanowił swego syna Tan-Ruhuratira zarządcą Suzy i ożenił go z Mekubi, córką Bilalamy z Esznunny. 